# Class of '07
Class of '07 är en kommande australisk komediserie från 2023 som hade premiär på strömningstjänsten Prime Video den 17 mars 2023. Serien är regisserad av Kacie Anning och för manus har Romina Accurso och Kacie Anning svarat. Första säsongen består av åtta avsnitt.

## Handling
Serien kretsar kring en tjejskolas gymnasieåterträff. Återträffen avlöper dock inte som planerat då festen avbryts abrupt när en gigantisk tidvattenvåg slår in och kvinnorna måste finna ett sätt att överleva.

## Roller i urval
| Emily Browning | – Zoe    |
| Megan Smart    | – Amelia |
| Caitlin Stasey | – Saskia |
| Emma Horn      | – Renee  |